# Faujasiopsis
Faujasiopsis là một chi thực vật có hoa trong họ Cúc (Asteraceae).

## Loài
Chi Faujasiopsis gồm các loài: